# Cecot

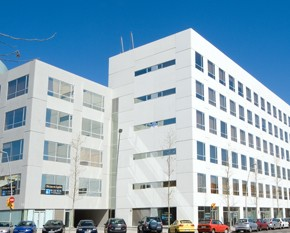
Seu de Barcelona, façana de l'edifici del carrer de Veneçuela 103, al districte 22@

Cecot és una organització patronal multisectorial catalana creada l'any 1978 que representa sis mil empresaris a desembre de 2015 i integra 38 gremis i associacions professionals de Catalunya. Forma part de la patronal Foment del Treball Nacional i de la Confederació Espanyola d'Organitzacions Empresarials. En substitució d'Eusebi Cima, des del 2005 el seu president és Antoni Abad i Pous. La patronal va ser coneguda com la Confederació Empresarial Comarcal de Terrassa o pel seu acrònim CECOT fins al 2001, moment en què l'àmbit d'actuació de l'entitat deixa de ser comarcal i passa a ser autonòmic, raó de la nominalització de l'antiga designació.
El 17 de novembre de 2013, el diari estatunidenc The New York Times publicà un reportatge sobre l'opinió del sector empresarial català amb relació a la possible independència de Catalunya, en el que la CECOT fou entrevistada. Segons les declaracions del seu president, el 53% dels seus membres desitgen que Catalunya esdevingui un nou estat, segons una enquesta duta a terme un any abans. El 2014 la CECOT signà el Manifest del Far mitjançant el qual donaven suport al Pacte Nacional pel Dret a Decidir. L'organització també és partidària de fixar els sous en funció dels beneficis.
Des de 1995 l'entitat va apostar per atorgar a empreses, entitats i persones emprenedores, reconeixements al progrés empresarial. Personalitats de l'economia catalana com Andreu Mas-Colell (2008) o Salvador Alemany i Mas (2009) han estat guardonats per l'entitat.

## Història[13]
La Cecot dona continuïtat a entitats gremials de gran prestigi en la societat catalana des de fa molts anys.
El 1401 es creà el Gremi Tèxtil Medieval, que agrupava, mitjançant diferents seccions industrials, la major part de la indústria tèxtil de la comarca. El 24 d'octubre de 1873 es funda l'Institut Industrial de Terrassa, que dona continuïtat a aquest gremi.
Paral·lelament, l'any 1912, es crea la Unió Comercial i Industrial, federació de gremis independents agrupats per branques d'activitat, que agrupa la major part de les activitats comercials i industrials, excepte l'activitat tèxtil.
A partir de 1975, la situació política, social i econòmica va desvetllar en alguns empresaris la necessitat de posar al dia les estructures empresarials, incidint en la necessitat d'agrupar els empresaris, a més de sectorialment, globalment.
Aquesta necessitat d'integració va arribar a totes dues entitats, cosa que va fer reestructurar els serveis, l'organització i el finançament de la federació gremial. La reflexió sobre aquest tema va impulsar l'Institut Industrial i la Unió Comercial i Industrial a concertar una mútua integració.
El 15 de març de 1978 es va crear un document entre els presidents de l'Institut Industrial i el de la Unió Comercial i Industrial, juntament amb els membres de les corresponents juntes com a compromissaris i mandataris, en el qual s'acorda constituir la Cecot, amb la finalitat de promoure i defensar els interessos de les empreses tant industrials, comercials, com de serveis.
L'àmbit d'influència i d'actuació de la Cecot és autonòmic des del 1996.
L'entitat signà el 8 de maig de 2014 el Manifest del Far, mitjançant el qual una quinzena d'organitzacions patronals catalanes donaren suport al Pacte Nacional pel Dret a Decidir

## Presidència[13]
- Narcís Bacardit i Puig (1978-1984)
- Pere Guitart i Prunés (1986-1988)
- Eusebi Cima i Mollet (1988 - 2005)
- Antoni Abad i Pous (2005 - actualitat)